# Udviklingsplatform
En udviklingsplatform er i computerterminologi både et styresystem og den tilhørende maskine. Dette vil sige, at det nyudviklede computerprogram er specielt designet til netop de styresystemer og maskiner, som findes inden for udviklingsplatformen. Det kunne f.eks. være, at en udvikler besluttede sig for at programmere specielt til Windows og en pc. I dette tilfælde vil programmet så kun virke for denne konstellation. En udvikler kan også have en udviklingsplatform, som gælder for mange styresystemer og maskiner, men problemet med dette er, at der typisk skal bruges for meget tid på en konvertering.